# Solovair
Solovair est une marque de chaussures britanniques produites par NPS Shoes Ltd., une entreprise fondée en 1881.

## Historique
NPS est basée à Wellingborough, dans le Northamptonshire, une région connue, depuis le XIIIe siècle, pour son industrie de la chaussure, notamment car elle se trouve a proximité de matières premières, nécessaires à sa fabrication, et à un emplacement commercial privilégié. Elle y naît, en 1881, au moment où l'industrialisation progresse fortement en Grande-Bretagne et pousse, face à l'insécurité de l'emploi, des ouvriers, travaillant alors à domicile et à la tâche, à s'associer dans une coopérative, NPS.
NPS leur donne ainsi accès à un salaire plus stable, leur permet de mieux lutter face à la concurrence libérale du pays et se développe surtout en produisant des bottes pour l'armée britannique. Elle s'installe ensuite dans une nouvelle usine, en 1899 (qu'elle occupe, par ailleurs, encore aujourd'hui), du fait de l'accroissement de la demande dû à la progression de l'industrialisation. NPS adopte, assez tôt, la technologie de couture Goodyear, qu'elle utilise dans la production de toutes ses chaussures, qui lui permet de fixer ses semelles à coussin d'air caractéristiques, les Solovair (littéralement, semelles à air).
Elle continue à se développer, au XXe siècle, et elle est sollicitée, en 1960, par la manufacture de chaussures R. Griggs Group Ltd. qui dispose du brevet lui permettant de produire ses chaussures, Dr. Martens, mais pas de la technologie pour le faire. NPS fournit alors à Griggs sa semelle à coussin d'air, Solovair, qui lui manque pour créer sa chaussure : la fameuse Dr. Martens 1460 qui sort de l'usine NPS, en 1960, la même année. Elle continue ensuite à produire les bottines et les chaussures Dr. Martens sous licence jusqu'au milieu des années 1990.
NPS se sépare alors de Dr. Martens, dépose le nom Solovair, en 1995, et continue, à ce jour, à produire, en Angleterre, des bottines à coussin d'air en utilisant les mêmes cuirs et les mêmes machines que ceux utilisés pour créer les premières Dr. Martens.

## Produits
Solovair et Tredair figurent parmi les quelques manufactures de chaussures encore en activité au Royaume-Uni[Lesquelles ?], bien que leur production soit difficile à retracer[réf. nécessaire], notamment à cause de problèmes de distribution. Les chaussures Solovair et Tredair sont devenues populaires[non neutre] auprès des punks et des skinheads qui cherchent des chaussures complètement fabriquées au Royaume-Uni, Dr. Martens ayant massivement délocalisé sa production vers des pays d'Asie (Chine, Thaïlande) en 2003.

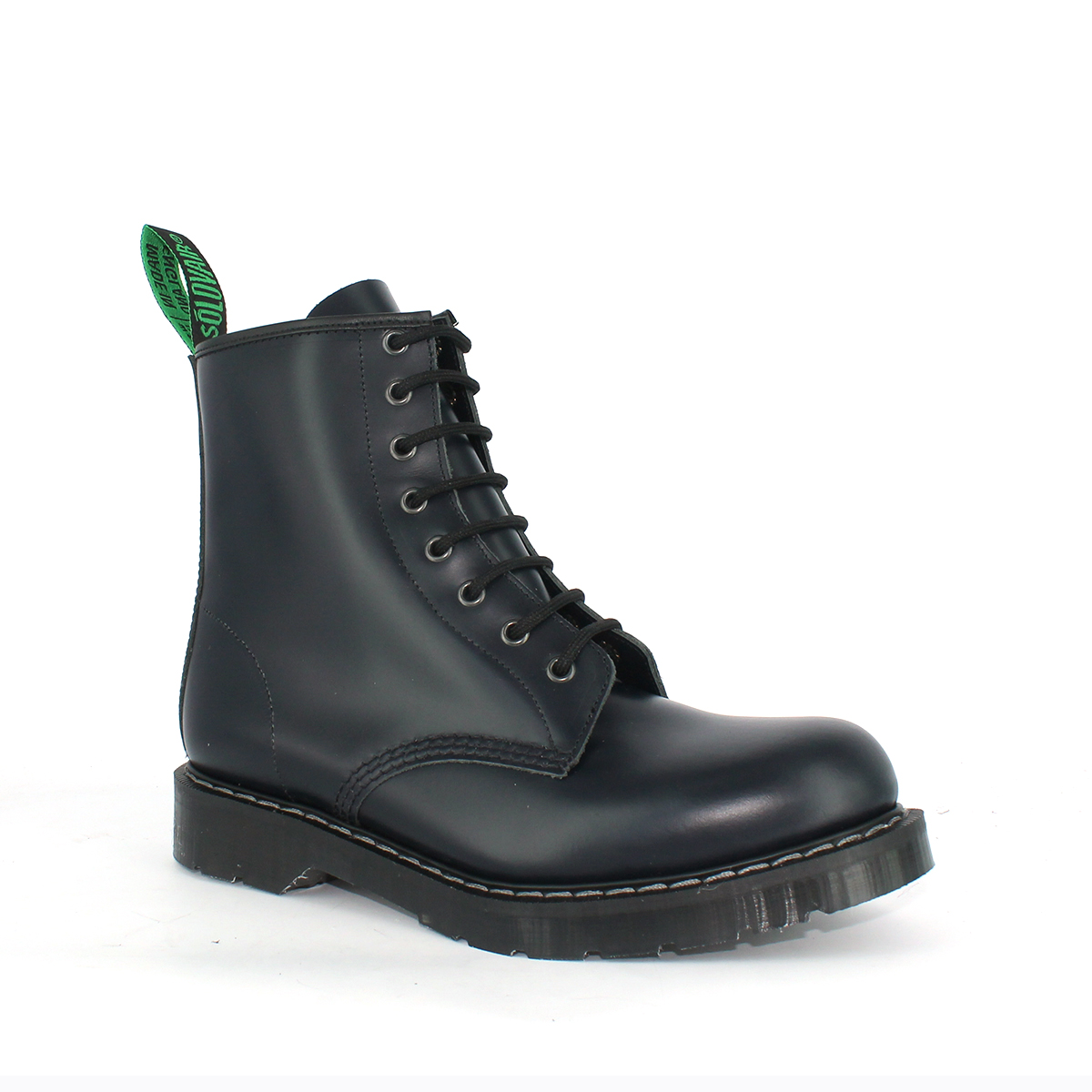
Une botte Solovair Derby Navy Hi-Shine à 8 oeuillets

Solovair possède un site de vente en ligne ainsi qu'un magasin d'usine en Angleterre basé au 2 Holyoake Rd Wollaston, Northamptonshire. Certains sites web commercialisent également des chaussures Solovair : par exemple, Air Cushion Boot Company, une entreprise familiale qui vend des produits Solovair depuis 1973, et veganline.com, qui ne vend que des modèles synthétiques (aucun produit issu de l'exploitation animale).
En 2005, British Boot Company devient le principal point de vente de Solovair au Royaume-Uni. Dans ce magasin du quartier Londonien Camden Town, on peut trouver de nombreux[non neutre] types de chaussures et de bottines Solovair, dont beaucoup sont produites exclusivement pour cette boutique.[réf. nécessaire] Solovair n'a historiquement eu qu'une petite présence aux États-Unis d'Amérique, mais NPS a lancé en 2012 un site web partenaire exclusif pour le continent américain.
Les produits Solovair couvrent une grande variété de gammes, de styles, de couleurs et de nombre d'œillets.[réf. nécessaire] On les reconnaît notamment aux coutures orange ou jaune, auxquelles Solovair a renoncé en septembre 2016, ou, aujourd'hui, grises sur le contour de la semelle, à l'étiquette noire et verte en haut de la tige, ainsi qu'au logo Solovair qui orne la semelle.[réf. nécessaire] À part ces détails rien ne les différencie des autres chaussures à coussin d'air.